# 赤渕駅
赤渕駅（あかぶちえき）は、岩手県岩手郡雫石町大字御明神にある、東日本旅客鉄道（JR東日本）田沢湖線の駅である。
隣駅の田沢湖駅までは県境をまたいで20 km近く離れており、盛岡駅からの列車の多くが当駅または雫石駅で折り返すため、この区間は列車本数が少ない（当駅折り返しは2.5往復）。当駅までが盛岡支社の管轄で、隣の田沢湖駅より大曲方面は秋田支社管轄となる。
当駅には秋田新幹線「こまち」も上下列車交換のため運転停車する時間帯がある。

## 歴史
1922年（大正11年）から1944年（昭和19年）までは雫石駅から当駅付近を経由して当駅北西の橋場駅まで橋場線が開通していた。橋場駅と雫石駅間には途中駅は設置されず、従って当駅も存在しなかった。この区間は1944年に不要不急線として休止扱いとなり、レールなども撤去された。
戦後、橋場線延伸のルートが橋場駅経由の当初計画から変更されたため、新たなルートと橋場方面の分岐点に位置する場所に赤渕駅が設置されることとなり、1964年（昭和39年）に橋場線は赤渕駅まで再開業した。延伸ルートから外れることになった橋場方面の旧線は、駅そのものを含め休止扱いのまま再開される見込みがなくなったため、事実上橋場駅の代替駅となった。
その2年後の1966年（昭和41年）に赤渕駅から南西方向より仙岩峠を経由するルートで田沢湖駅までの線路が開業。これにより大曲 - 盛岡が全通し、全線が田沢湖線となって現在に至る。

### 年表
- 1964年（昭和39年）9月10日：日本国有鉄道（国鉄）橋場線の終着駅として開業[3]。旅客のみ取り扱う無人駅[4]。
- 1966年（昭和41年）10月20日：生橋線当駅 - 田沢湖間開業と同時に路線が改編され、田沢湖線の中間駅となる[5]。
- 1987年（昭和62年）4月1日：国鉄分割民営化により、東日本旅客鉄道（JR東日本）の駅となる[5]。
- 2018年（平成30年）4月1日：雫石駅の業務委託化により、管理駅が盛岡駅に変更。
- 2024年（令和6年）10月1日：えきねっとQチケのサービスを開始[1][6]。

## 駅構造
島式ホーム1面2線を有する地上駅である。駅舎はないが、ホーム上に待合室がある。
盛岡駅管理の無人駅である。

### のりば
| 番線 | 路線      | 方向 | 行先             | 備考            |
| ---- | --------- | ---- | ---------------- | --------------- |
| 1    | ■田沢湖線 | 下り | 田沢湖・角館方面 |                 |
| 2    | ■田沢湖線 | 上り | 盛岡方面         | 当駅始発は1番線 |

- 朝の盛岡駅始発下り大曲行き初電は当駅で解結を行い、盛岡方が当駅始発上り初電として折り返す。

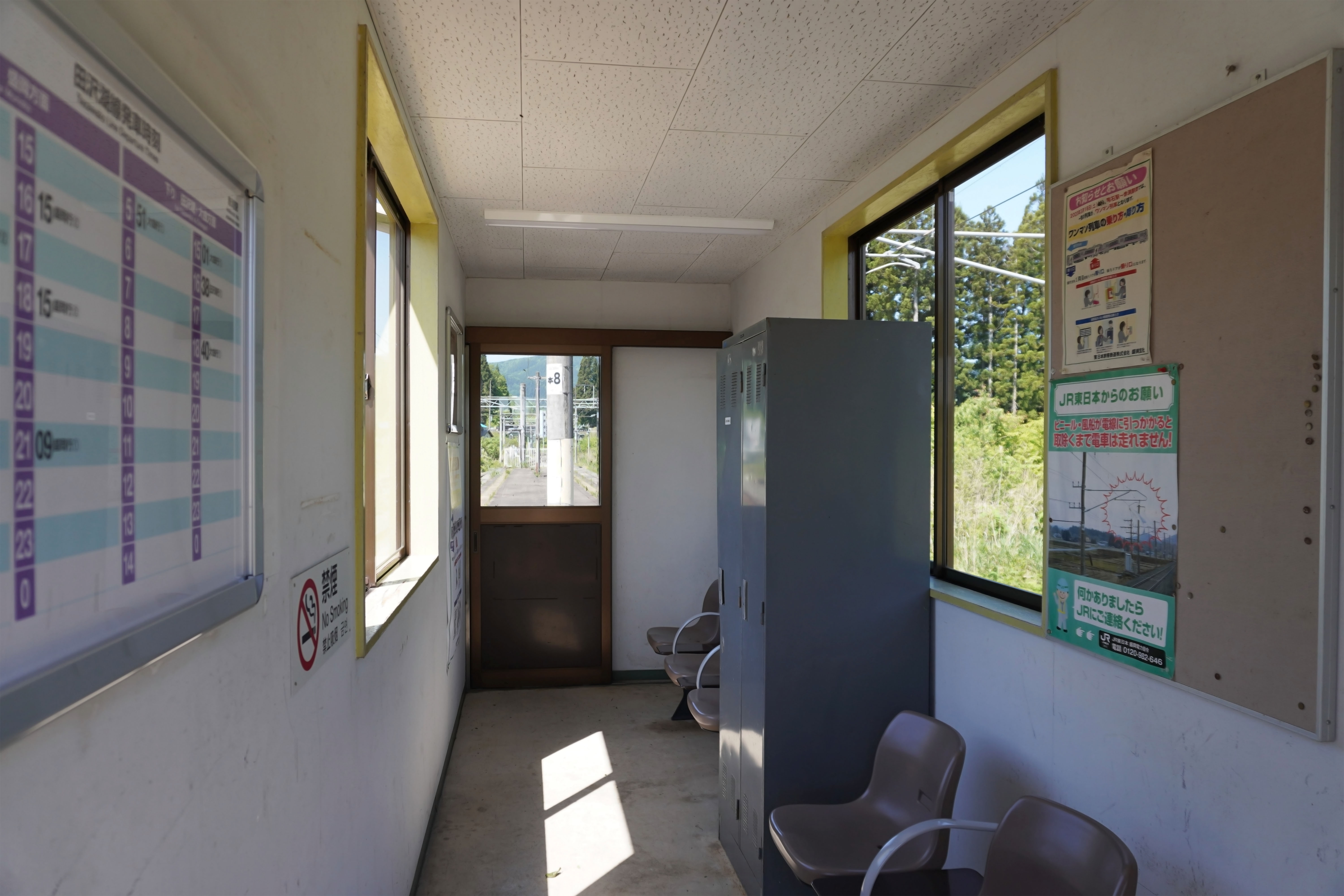
待合室（2024年5月）
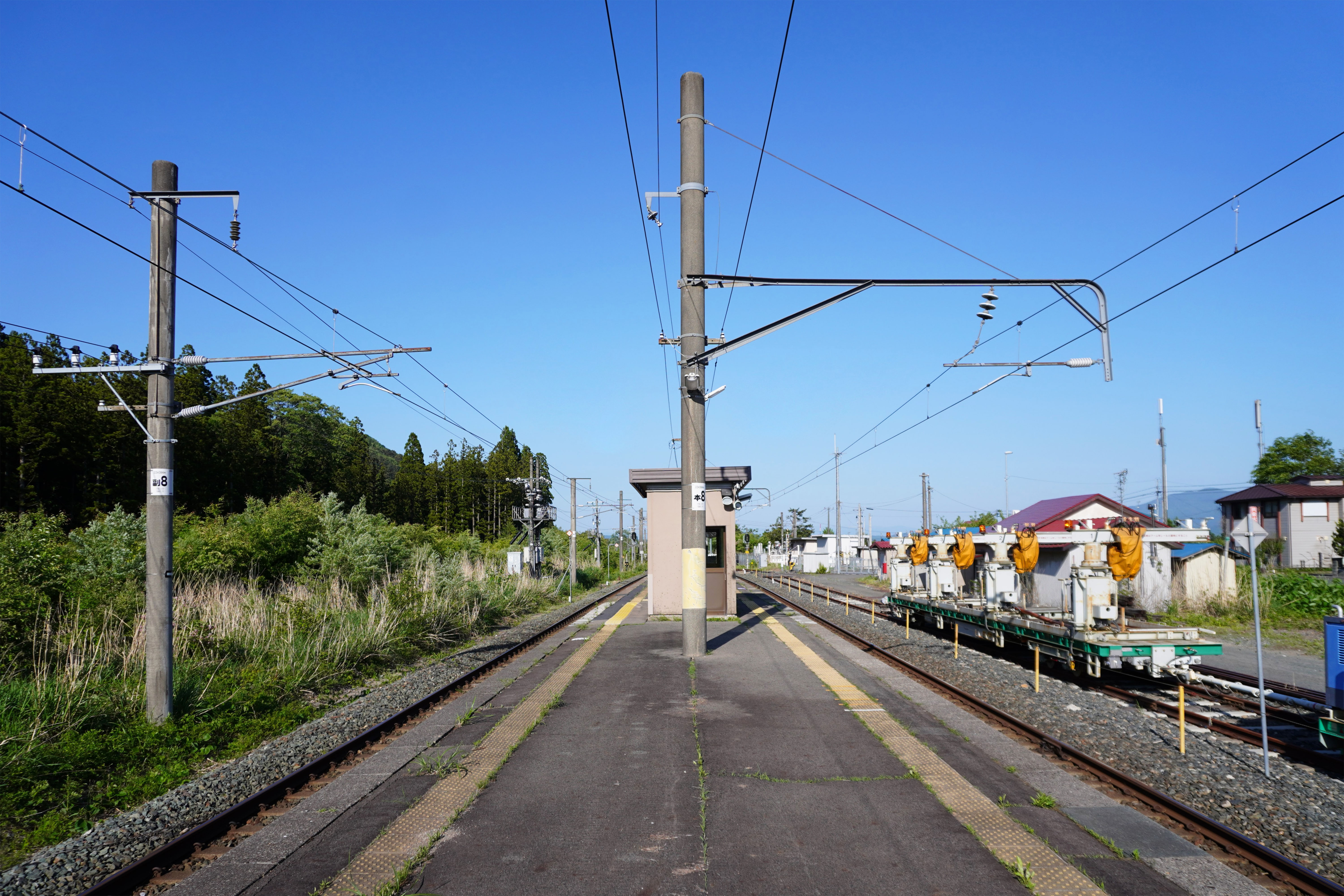
ホーム（2024年5月）

## 駅周辺
駅は北上川水系雫石川支流の竜川が作る谷に位置し駅周辺には平地は少ない。民家は駅前に赤渕集落のほか、駅北東に山津田集落、駅の北西に小赤沢集落、橋場集落がある。駅前を走る路線バスはかつてあったが廃止され、町営のデマンド型交通に置き換わっている。
- 国道46号 - 駅前を通る国道で当駅から東は鉄道に沿うが、西方向へは県境付近まで鉄道とは別の沢沿いを走る。かつての国鉄橋場線および橋場駅は国道が走る沢沿いにあった。
- 国見温泉 - 国道46号と岩手県道266号国見温泉線を経由してゆく秘湯。15 kmほど離れておりタクシーにてアクセスできる。
- 道の駅雫石あねっこ - 国道沿いで、駅から4キロメートル程度。

## 今後の予定
当駅の前後は土砂災害、冬季の雪崩災害の多発区間として知られておりルートの変更がたびたび検討されている。直近では平成25年8月秋田・岩手豪雨により駅東方の山津田地区に斜面にある複数の沢で土石流が、西方の山岳地帯では盛土路盤が崩壊する被害が発生し列車が運休した。また、駅西側の山岳地帯では大規模な地すべりが観測されており、国による直轄事業で集水井の設置などの対策が進められている。
このうち、西隣との田沢湖駅との間にはトンネルを主体とした新線ルートの計画が前進しつつある。秋田県とJR東日本は、2021年（令和3年）7月26日に新仙岩トンネルを含む新ルートの整備計画に関する覚書を締結した。事業費は約700億円で、工期は着工より約11年を予定している。新ルートが完成すると、東京駅 - 秋田駅間で現行より約7分程度の時間短縮が見込まれている。

## 隣の駅
東日本旅客鉄道（JR東日本）
■田沢湖線
春木場駅 - 赤渕駅 -（大地沢信号場）-（志度内信号場）- 田沢湖駅